# Грамотність
Гра́мотність (значною мірою рівноправний термін письменність) — традиційно визначається як вміння читати й писати або вміння використовувати мову, щоб читати, писати чи розмовляти.

Рівень грамотності у світі

Традиційно під словом грамотний або письменний мають на увазі людину, що вміє читати й писати або тільки читати будь-якою мовою. У сучасному розумінні це означає здатність писати згідно з заведеними нормами граматики й правопису. Людей, що вміють тільки читати, також називають «напівграмотними».
У статистиці під грамотністю розуміється здатність людини прочитати, зрозуміти й написати короткий простий текст, що стосується її повсякденного життя. Рівень грамотності дорослого населення — частка грамотних у віці від 15 років і старших. Індекс грамотності (званий іноді просто грамотність) певного народу є відношення між числом грамотних осіб і чисельністю всього населення. Відношення це звичайно виражається у відсотках. Грамотністю, що виражена в відсотках, якщо й не вимірюється, то принаймні яскраво характеризується ступінь народної освіти.
Грамотність — фундамент, на якому можна збудувати подальший розвиток людини. Відкриваючи доступ до книги, вона дає можливість користуватися скарбницею думки та знання, що створені людством. Але можливість — це ще не факт. Ступенем поширення грамотності в даному народі характеризується ступінь участі всього народу в розумовім житті людства, але характеризується лише до певної міри, бо й неписьменні народи беруть участь і брали участь, хоча й незначною мірою, в накопиченні розумових і моральних скарбів людства.
Багато зусиль для зростання грамотності (подолання неграмотності) робить ЮНЕСКО. Ця авторитетна міжнародна організація вважає грамотність одним з базових прав людини і вважає, що
|  | Грамотність є право людини, інструмент особистих повноважень і можливостей для соціального і людського розвитку. Освітні можливості залежать від грамотності. |

## Фактори поширення грамотності

### Географічні умови
Поширення грамотності вкрай нерівномірне як між різними верствами одного і того ж народу, так і між різними народами, воно залежить, по-перше, від географічних умов, в яких живе даний народ. Зовнішній вигляд поверхні, клімат, характер рослинності та фауни і взагалі географічні умови країни, що робить народ або кочівним, або хліборобським, створює умови то сприятливі, то несприятливі для поширення грамотності, а також впливає і на розвиток потреби в ній. Російський статист Василь Григор'єв у своєму дослідженні Іркутської губернії (1889 р.) показав, що найменше число грамотних і учнів зустрічається в тих місцевостях, де найрозвиненіше скотарство.
На розвиток грамотності діє і клімат, хоча вплив його проявляється вкрай різноманітно. Довгі зими та довгі вечори у Фінляндії, Швеції та Норвегії при відсутності польових робіт, за зауваженням Левассера, ймовірно, відбиваються сприятливо на розвитку грамотності, хоча зв'язок між кліматом і нею ще не розроблявся статистично.

### Етнографічний склад населення
Етнографічний склад населення також не залишається без впливу на розвиток грамотності, хоча цей вплив досить важко простежити і висловити цифрами, так як для порівняння необхідно брати дві народності за інших умов більш-менш однакових; між тим, у величезній більшості випадків при змішаному етнографічному складі одна будь-яка народність переважає і економічно, і політично, вчення йде мовою офіційно визнаному і т. д. На поширення грамотності може впливати різноплемінних склад населення. Відомі випадки, коли такий склад населення спонукав деякі уряди посилено піклуватися про пристрій шкіл як знаряддя асиміляції різних національностей, що входять до складу держави. В одних випадках, як, наприклад, в Пруссії за часів Фрідріха Великого, така політика дала деякі результати, але в інших вона відображається на розвитку грамотності негативно.
З іншого боку, різноплемінний склад ускладнює пристрій шкіл і тим перешкоджає поширенню грамотності. Характер рас також обумовлює собою розвиток грамотності. Мова народу, впливаючи на алфавіт, ускладнює чи полегшує вивчення грамоти. Так, порівняно слабке поширення грамоти в китайському народі значною мірою пояснюється труднощами вивчення її для маси. Здатність до засвоєння грамотності різними народами досі служить предметом суперечки між вченими. Правда, навряд чи можна сумніватися, що папуасам, наприклад, будь-яка наука, а в тому числі й грамота, дається з великими труднощами, ніж європейцеві, але значення вродженої здатності чи нездатності взагалі сильно перебільшується. Удавана несприйнятливість дикунів до навчання значною мірою пояснюється не відсутністю здібностей, а їх іншим напрямком. Про здатність всіх рас до навчання свідчать багато дослідників.

### Релігія і грамотність
Деякий вплив на поширення грамотності надавала релігія. Духовенство було першим упорядником шкіл і розповсюджувачем грамотності.
Юдеї влаштовують школи при синагогах, мусульмани — при мечетях (медресе і мектеб).
Молодим католикам хоч і доводиться вчитися читати, щоб вивчати катехізис, але нерідко викладання релігії ведеться у них усно (проповідь і уроки священника, сповідь). На думку протестантизму, спілкування з Христом зобов'язує до безпосереднього ознайомлення віруючого з книгами святого Письма. Звідси вимога, щоб віруючі були грамотні. Протестант, який не знає грамоти, не допускається до причастя і конфірмації.
Насамперед метою реформації була боротьба за розвиток грамотності в народі, тоді як католицизм не тільки не заохочував розповсюдження грамотності в масі народу, а й прагнув залишити цю масу безграмотно, забороняючи переклад Біблії на рідну мову або навіть її читання. У Швейцарії кантони, які користуються одними й тими ж правами, природними багатствами, географічним положенням і т. д., помітно відрізняються один від одного за ступенем поширення грамотності залежно від відмінності в релігії:% неписьменних вище в католицьких кантонах. У Богемії гуситський рух розповсюдив грамотність по селах і селах, але потім країна ця, придавлена єзуїтами, скоро знову занурилася в невігластво.
У Камишинському повіті Саратовської губернії чотири волості з найбільшим% числом грамотних і учнів населені протестантами (лютеранами, реформатами і кальвіністами ; Сосновська волость — 76,5% грамотних і учнів чоловіків п. Усть-Кулалінская — 76,0%). На підставі досліджень земської статистики, сектанти за відсотком грамотних стоять вище православних. Наприклад, в Бузулукський повіті перше місце за грамотністю займають молокани. При однакових економічних і при більш важких юридичних умовах молокани села Максимівка мають — 19,4% грамотних, православні — 6,7%.

### Політичний лад і економічний уклад
Залежність грамотності від економічних умов відносно легко піддається дослідженню. Якщо ці умови дуже важкі, то гонитва за хлібом не залишає стільки часу, скільки потрібно для навчання грамоти. Перед великою французькою революцією 1789 року бідність народу, безсумнівно, підтримувала його невігластво, яке, своєю чергою, впливало на його бідність.
Величезний вплив на розвиток грамотності мають такі фактори, як розподіл землеволодіння в країні, розподіл податків і податків тощо. Будь неправильність, всяка несправедливість в цьому відношенні, відбиваючись на збіднінні народу, негативно відбивається і на розвитку в ньому грамотності, і потрібні інші, більш могутні фактори впливу для компенсації даного впливу, щоб компенсувати шкоду, що заподіюється економічними факторами.

## Співвідношення між грамотністю і злочинністю
Різні думки збуджує питання про співвідношення між грамотністю і злочинністю. Левассер у своїй капітальній праці «La population française» (т. II, стор. 464) зібрав цікаві дані для розв'язання цього питання. Між злочином і грамотністю, на думку Левассера, немає ніякої необхідної та математичного зв'язку. Хоча % неписьменних злочинців зменшується, а % грамотних і освічених збільшується, але цей факт є необхідний наслідок взагалі успіхів освіти у Франції. Наприкінці реставрації % засуджених грамотних дорівнював 39%, а % грамотних рекрут — 44,8; в даний час грамотних рекрут 84,4% (середнє за 1876–1885), а грамотних засуджених — 68%. Грамотна частина народонаселення не тільки постачає контингент злочинців менший, ніж неписьменна, але злочинність показує явне прагнення зосередитися в середовищі невігластва.

## Міжнародне співтовариство
В 1966 році ЮНЕСКО оголосила Міжнародний день грамотності, який щорічно відзначається 8 вересня.

Сьогодні у світі один з п'яти дорослих неграмотний, і дві третини з них — жінки. 72 мільйона дітей не відвідують школу.
З моменту заснування в 1946 році ЮНЕСКО знаходиться на передових рубежах боротьби за грамотність, за те, щоб проблема грамотності не сходила з повістки дня на національному, регіональному і міжнародному рівнях. Проте поки що 759 мільйонів дорослих не володіють елементарними правилами грамотності, мета — добитися грамотності для всіх — продовжує вислизати.
Оригінальний текст (англ.)
Today one in five adults is still not literate and two-thirds of them are women while 72 million children are out of school.
Since its foundation in 1946, UNESCO has been at the forefront of global literacy efforts and is dedicated to keeping literacy high on national, regional and international agendas. However, with some 759 million adults lacking minimum literacy skills, literacy for all remains an elusive target.

## Споріднені терміни
- Письменність
- Неписьменність
- Комп'ютерна грамотність
- Медіаграмотність
- Професійна грамотність